# Alvaredo (Portugal)
Alvaredo es una freguesia portuguesa del municipio de Melgazo. Según el censo de 2021, tiene una población de 489 habitantes.

## Enlaces externos

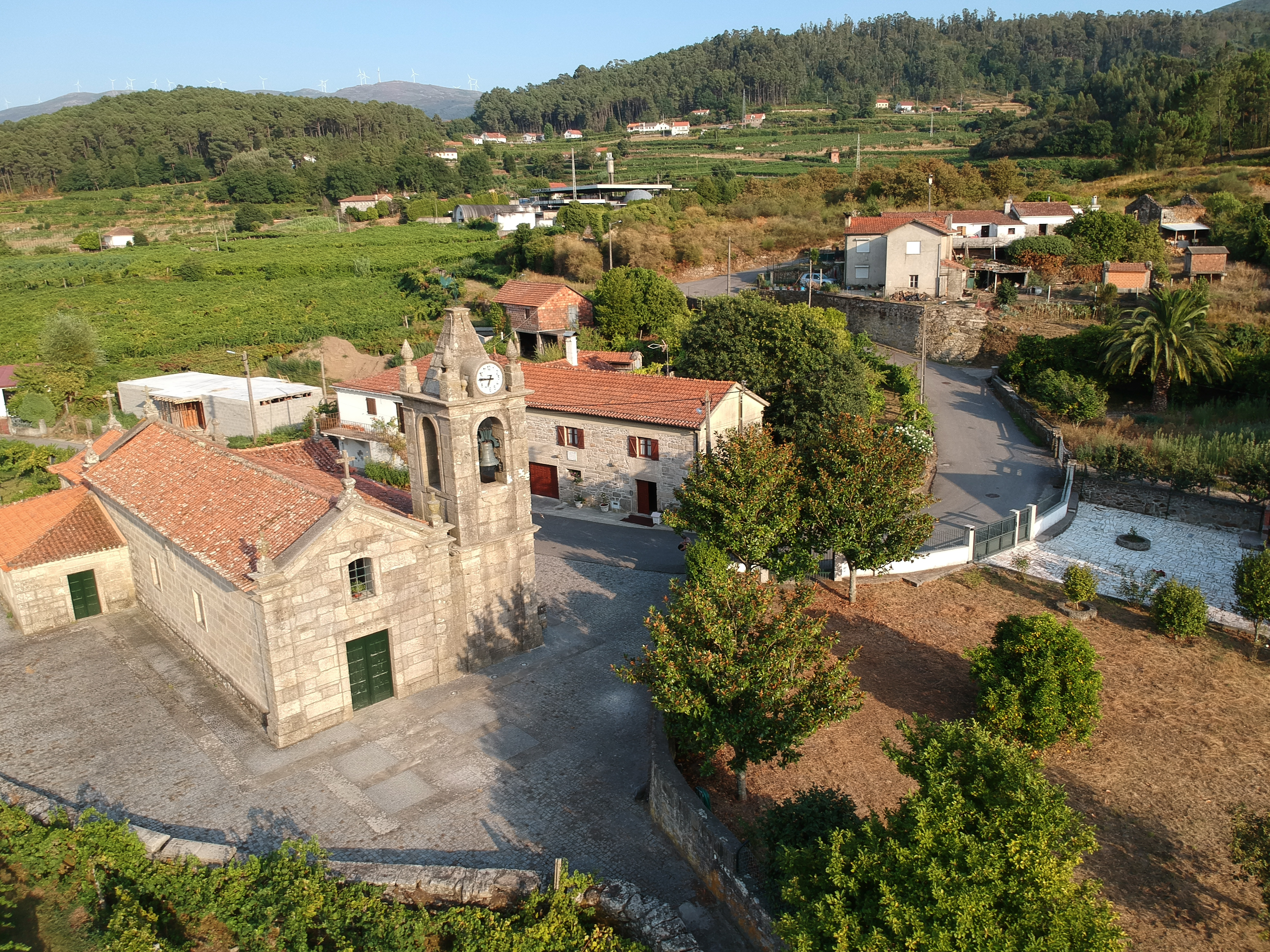
Centro de Alvaredo